# Kathedraal van Sorrento
De Kathedraal van Sorrento (Italiaans: Cattedrale dei Santi Filippo e Giacomo) is een katholieke kathedraal in Sorrento in het zuiden van Italië.

## Geschiedenis
De eerste kerk werd gebouwd in de 11e eeuw. De kathedraal werd herbouwd in Romaanse stijl in de 15e eeuw. In de kathedraal werd de dichter Torquato Tasso, de meest bekende persoon in de stad, gedoopt.

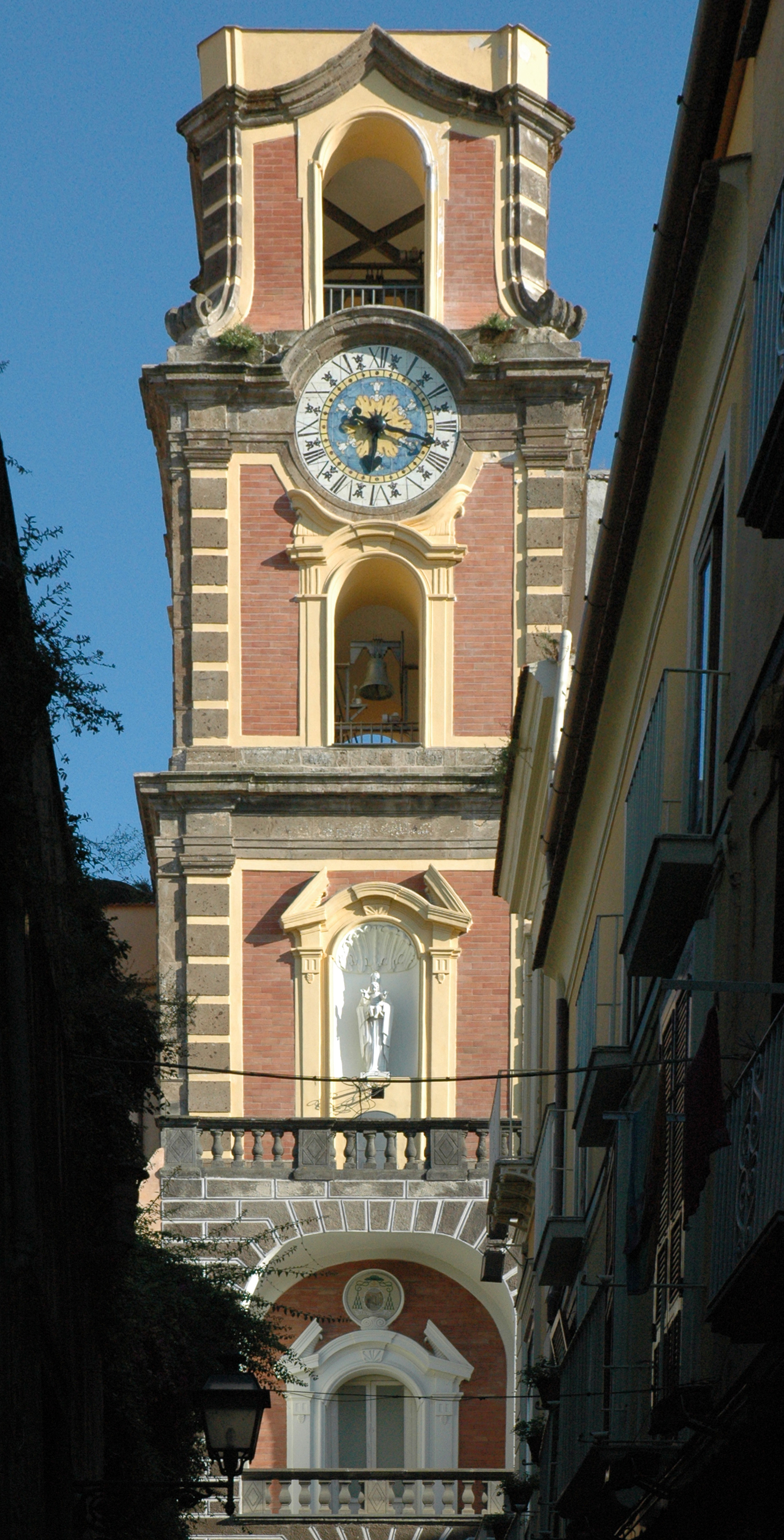
Klokkentoren

## Exterieur
Het schip heeft de vorm van een Latijns kruis. De klokkentoren heeft een klok en stamt uit de tijd van het Romeinse Rijk. De kerk heeft een façade uit 1924 en deuren uit de 11e eeuw uit Constantinopel.

## Interieur
In het schip zijn de bogen en de plafonds beschilderd. In de kathedraal bevinden zich schilderijen zoals de Martelaren van Sorrento en de Vier heilige bisschoppen van Sorrento van Nicola Malinconico. Er zijn ook werken van Giacomo del Po zoals een Maria-Tenhemelopneming en de apostelen Filippus en Jacobus.
Het marmeren altaar is uit de 16e eeuw. Ook het marmeren doopvont en de zetel van de bisschop zijn uit de 16e eeuw.